# گیرکنروت
گیرکنروت (به آلمانی: Girkenroth) یک شهر در آلمان است که در وستروالدکرایس واقع شده‌است.